# NorthEast United FC
NorthEast United Football Club é um clube de futebol indiano sediado na cidade de Guwahati e que disputa a Superliga Indiana.

## Títulos
Competições nacionais
- Durand Cup: 2024

Competições Regionais
- Sikkim Gold Cup: 2024